# 한유주
한유주(1982년 ~ )는 대한민국의 소설가이다. 1982년 서울특별시에서 태어나 홍익대학교 독어독문학과를 졸업하고 서울대학교대학원 미학과 석사과정을 수료했다.

## 약력
2003년 단편소설 〈달로〉로 제3회 《문학과사회》 신인문학상 소설부문에 당선되어 등단했다. 홍익대학교 독어독문학과를 졸업하고 서울대학교대학원 미학과 석사과정을 수료했다. 2003년 제3회 문학과 사회 신인문학상을, 2009년 제42회 한국일보 문학상을 수상했다. 한국예술종합학교 서사창작과, 서울예술대학 문예창작과 등에서 강의했다. 텍스트 실험집단 루 동인으로 활동하고 있으며, 현재 도서출판 울리포프레스를 운영하고 있다.

## 저서

### 소설집
- 《달로》(문학과지성사, 2006)
- 《얼음의 책》(문학과지성사, 2009)
- 《나의 왼손은 왕 오른손은 왕의 필경사》(문학과지성사, 2011)
- 《불가능한 동화》(문학과지성사, 2013)

### 장편소설
- 《불가능한 동화》(문학과지성사, 2013)

### 번역소설
- 《용감한 친구들》(줄리언 반스 著, 다산책방, 2015)